# Anna Montañana
Anna Montañana Gimeno (Alboraya, Valencia, 24 de octubre de 1980) es una exjugadora de baloncesto  y después entrenadora española de baloncesto, tanto femenino como masculino. Fue jugadora profesional, ocupando habitualmente la posición de ala-pívot. Se retiró en 2015 en el CB Avenida de la Liga Femenina, habiendo siendo internacional por España en 129 ocasiones, y habiendo jugado en la WNBA con Minnesota Lynx en 2009. Fue la primera mujer en ostentar el cargo de entrenadora ayudante de un equipo de la ACB, la liga profesional de baloncesto masculino. En abril de 2021 viajó a Colombia para hacerse cargo de Sabios de Manizales, en la capital del departamento de Caldas, convirtiéndose en la segunda mujer en dirigir un equipo masculino de primera división en ese país. En julio de 2021 se incorporó al Club Atlético Obras Sanitarias de la Nación argentino como entrenadora ayudante. En la temporada 2022-23 fue la entrenadora del equipo de Liga Femenina, Lointek Gernika, sustituyendo al entrenador habitual de baja por enfermedad, consiguiendo jugar Copa de la Reina y PlayOffs. Para la temporada 2023/2024 firmó por el Equipo Alginet, de Liga LEB Plata masculina. A finales de diciembre de 2023 dimitió para fichar por el Hozono Global Jairis de Liga Femenina Endesa. Desde marzo, durante la temporada 2024/2025 será la Seleccionadora del equipo femenino de Gran Bretaña, y en Liga Femenina entrenará al equipo de Salamanca Perfumerías Avenida.

## Trayectoria deportiva

### Como jugadora

#### Inicios
Empezó a jugar al baloncesto en las categorías escolares de su colegio, Marianistas de Alboraya, de ahí fichó por el EB Alboraya que en esa época tenía un convenio de colaboración con CB Dorna Godella. La temporada siguiente ya pasó a las categorías inferiores del club más importante en ese momento en el panorama tanto nacional como europeo. Desde siempre Anna Montañana jugaba en todas las posiciones debido a su envergadura, su dominio del balón así como su visión del juego.
En el verano de 1993, la Federación Española de Baloncesto le convocó para formar parte del equipo que participaría en el Campeonato del Mundo U-12 de Puerto Rico.
La temporada siguiente ya compaginaba estudios en el Colegio El Pilar de Valencia con entrenamientos en el equipo de categoría cadete, júnior y el primer equipo de CB Dorna Godella. El 23 de octubre de 1994 debutó en la Liga Femenina de la mano de Miki Vukovic, con 13 años y 364 días, convirtiéndose en la jugadora más joven en debutar en la máxima competición nacional. Por aquel entonces C.B Dorna Godella era un todopoderoso del baloncesto europeo que contaba con las mejores jugadoras nacionales e internacionales.
Asidua a las convocatorias de las categorías inferiores tanto de las Selecciones de la Comunidad Valenciana como de la selección española, continúo su formación baloncestista en todas las categorías inferiores del club llegando a obtener un subcampeonato de España Júnior. 
En 1998 con la selección española conquista el oro en el Eurobasket U18 en Turquía.

#### Profesional
Después de pasar por las categorías base de Popular Juguetes Godella y debutar en la máxima competición nacional, en la temporada 1998-99 firmó por Valencia E.B.F., club en el que permaneció dos años, compaginándolo con los estudios de Administración y Dirección de Empresas en la Universidad de Valencia. En la segunda temporada disputa la fase de ascenso pero finalmente no pudo ser y se quedaron en Liga Femenina 2. Montañana terminó como máxima anotadora del torneo de ascenso disputado en Irún y salió del club.
Así pues, la siguiente temporada fichó por Salamanca Halcón Viajes. Allí coincidió con un grupo jóvenes jugadoras (Elisa Aguilar, Amaya Valdemoro, Elsa Donaire...)  que llegaron a disputar la Final de la Copa de la Reina de 2001 frente al Celta Banco Simeón en la que cayeron en un final de infarto por 66-64.

#### Etapa Universitaria
Desde 2001 y hasta 2005 cursó la carrera de Administración y Marketing en la Universidad George Washington. Allí pudo compaginar sus estudios con el baloncesto y cuajó cuatro fantásticas temporadas con el equipo de los Colonials. En su primer año fue incluida en el quinteto inicial rookie de la Conferencia A-10. En el 2003 consiguió el título de Conferencia Atlantic-10. En Las dos últimas temporadas fue incluida en el quinteto ideal de la Conferencia A-10, además de ser nombrada 3 Veces All A-10 Conference (Mejor jugadora de la conferencia). En 2005 fue All American Honorable mention. Al final terminó su periplo estadounidense siendo la única jugadora de la historia de la Universidad en superar los 1000 puntos, 500 rebotes y 400 asistencias.

#### Retorno a Europa
Este buen hacer le sirvió para que volviera a casa en 2005 fichando por Ros Casares Valencia. Después de una temporada bastante irregular consiguió un subcampeonato de Copa de la Reina. A la temporada siguiente paso a las filas del Perfumerías Avenida de Salamanca, eterno rival y club en el que permanecería desde 2006 hasta 2008. En su primera temporada se quedó a las puertas de los 3 títulos nacionales logrando los subcampeonatos de Supercopa, de Copa de la Reina y de Liga Femenina.
En la siguiente temporada, Anna Montañana asumió mayor protagonismo dentro del equipo. Este año le llegaron los reconocimientos personales siendo nombrada mejor jugadora nacional de la Liga, incluida en el quinteto ideal y 5.ª mejor jugadora Fiba Europe 2007.
Esto le valió para que Ciudad Ros Casares quisieran contar de nuevo con sus servicios. Así en la temporada 2008-2009 consiguió los tres títulos nacionales, Supercopa, Copa de la Reina y Liga Femenina. En competición europea, el equipo se quedó a las puertas de jugar la Final Four de la Euroliga femenina en una eliminatoria muy reñida con el Spartak de Moscú, a la postre campeón continental. 
En verano de 2009 firmó por los Minessota Lynx de la WNBA.
En la temporada 2009-10, consiguió pleno de títulos de nuevo en el panorama nacional con Ros Casares, quedándose una vez más a falta de la Euroliga, llegando a jugar la final de la Final Four en la Fuente de San Luis, pero cayendo ante el entonces todopoderoso Spartak de Diana Taurasi.
En 2010 regresó a Salamanca, para jugar con el Perfumerías Avenida que aspiraba a desbancar al Ros Casares como el mejor club español, lo que logró plenamente en una temporada insuperable: tras ganar la Supercopa de España de 2010 ante Ros (disputada en Valencia), logró un auténtico hito del baloncesto femenino, al proclamarse con el equipo salmantino campeona de la Euroliga 2010-11 (derrotando a Ros en la semifinal), y terminó la temporada proclamándose Campeona de Liga española 2010-11 derrotando nuevamente al Ros en la final por 2-0.
En el 2011-2012 Anna pone rumbro al USK Praga donde finalizó la temporada campeona de liga y de copa con un promedio de 11.3 puntos de valoración, 9.2 puntos, 4.4 rebotes y 2.6 asistencias por partido, durante 20.1 minutos en pista, terminando la temporada nacional sin ninguna derrota, aunque sin poder clasificarse para la Final 8 de la Euroliga.
La temporada 2012-2013 ficha por el Istanbul University, aunque rescinde su contrato en febrero, y vuelve al CB Avenida logrando otra liga española a su extenso palmarés.
En agosto de 2014, tras jugar con el Cavigal Nice Basket en la temporada anterior, Anna regresa de nuevo al Perfumerías Avenida. Al finalizar esa temporada en la que consiguió la Copa de la Reina, el 27 de abril anunciaba su retirada del baloncesto profesional.

#### Selección española
Montañana fue la medalla de Oro del Eurobasket U18 de 1998 disputado en Turquía. 
Debutó con la Selección Sénior B disputando los Juegos del Mediterráneo de Almería donde obtuvo la medalla de bronce. Esta irrupción le valió para que la selección absoluta le convocara para el Eurobasket 2005 que se disputaría en Turquía obteniendo igualmente el bronce. 
Fue internacional con la selección española en 129 ocasiones, habiendo participado en los Juegos Olímpicos de Pekín 2008, dos Campeonatos del Mundo (2006 y 2010), y cuatro Eurobaskets, logando un bronce mundial, y una plata y un bronce continentales.

#### Retirada como jugadora
Su retirada como jugadora profesional de baloncesto se produjo en 2015, tras 20 años de carrera, si bien nunca llegó a desvincularse del ámbito de este deporte y pronto decidió iniciar una nueva etapa en su carrera profesional, centrada en ser entrenadora y desarrollar tareas de marketing.

### Como entrenadora
Durante su carrera como jugadora en activo, continuó su formación. Obtuvo el título del curso superior de entrenadora y en 2012 se convierte en presidenta del CB L'Horta Godella. Tras retirarse, continuó relacionada con el baloncesto dedicándose a ser entrenadora y desempeñando labores en el departamento de marketing de Valencia Basket.
En 2016 fue asistente de la selección española sub-16 que se alzó con el campeonato de Europa de dicha categoría. El 8 de febrero de 2018 se hizo oficial su contratación como entrenadora asistente de Néstor García en Montakit Fuenlabrada.
En febrero de 2018 se convierte en la primera mujer entrenadora ayudante en un equipo técnico de la Liga ACB. en el Montakit Fuenlabrada.  En octubre de 2020 anuncia el final de su etapa en Fuenlabrada.
En 2021 inicia un periplo por América Latina que le lleva a ser Entrenadora Principal en el Sabios de Manizales de Colombia y Entrenadora Asistente en el Club Atlético Obras Sanitarias de la Nación de Argentina.
En la temporada 2022-23 entrenó al equipo de Liga Femenina Lointek Gernika, logrando clasificarlo tanto para la Copa de la Reina hasta semifinales, como para los Playoffs Liga Endesa Femenina por el título, donde cayeron en cuartos de final. A pesar de los buenos resultados, no siguió contratada tras finalizar su contrato de sustitución de la baja del entrenador habitual, Mario López.
Tras firmar el 19 de junio de 2023 como entrenadora del equipo masculino del Club Bàsquet Alginet de la Liga LEB Plata el 22 de diciembre fichó por el equipo de Alcantarilla Club Baloncesto Femenino Jairis.
Para la siguiente temporada 2024-25 entrenará al Perfumerías Avenida.

## Clubs

### Como jugadora
| Equipo                           | Liga                       | Temporadas                            |
| -------------------------------- | -------------------------- | ------------------------------------- |
| Cantera Dorna Godella            | Cat. inferiores            | -                                     |
| Popular Juguetes Godella         | Cat. inferiores            | -                                     |
| Dorna Godella                    | Liga Júnior                | 1996-98                               |
| Valencia BFE                     | Liga Femenina 2 España     | 1998-00                               |
| Halcón Viajes Salamanca          | Liga Femenina España       | 2000-01                               |
| Universidad de George Washington | NCAA Estados Unidos        | 2001-05                               |
| Ros Casares Valencia             | Liga Femenina España       | 2005-06                               |
| Perfumerías Avenida              | Liga Femenina España       | 2006-08                               |
| Ros Casares Valencia             | Liga Femenina España       | 2008-10                               |
| Minnesota Lynx                   | WNBA Estados Unidos        | 2009                                  |
| Perfumerías Avenida              | Liga Femenina España       | 2010-11                               |
| USK Praga                        | Liga Checa República Checa | 2011-12                               |
| İstanbul Üniversitesi            | Liga turca Turquía         | 2012-13* rescinde contrato en febrero |
| Perfumerías Avenida              | Liga Femenina España       | 2013* fichada a final de temporada    |
| Cavigal Nice Basket 06           | Ligue féminine Francia     | 2013-14                               |
| Perfumerías Avenida              | Liga Femenina España       | 2014-2015                             |

### Como entrenadora
| Montakit Fuenlabrada (Asistente)                        | Liga ACB España                                     | 2018-20   |
| Sabios de Manizales (Asistente)                         | Liga Profesional de Baloncesto de Colombia Colombia | 2021      |
| Club Atlético Obras Sanitarias de la Nación (Asistente) | Liga Nacional de Básquet Argentina                  | 2021      |
| Lointek Gernika                                         | Liga Femenina España                                | 2022-2023 |
| Club Bàsquet Alginet                                    | Liga LEB Plata España                               | 2023-2023 |
| Club Baloncesto Jairis                                  | Liga Endesa España                                  | 2023-2024 |
| Perfumerías Avenida                                     | Liga Endesa España                                  | 2024-2025 |

## Palmarés

### Como jugadora

#### Clubes
- Euroliga (1): 2010/11
- Supercopa de Europa (1): 2011
- Liga Femenina (3): 2008/09, 2010/11, 2012/13
- Copa de la Reina (3): 2008/09, 2011/12, 2014/15
- Supercopa de España (5): 2008, 2010, 2011, 2012, 2014
- Liga checa (1): 2011/12
- Copa checa (1): 2011/12

#### Selección nacional
Absoluta
- Eurobasket 2007 ( Italia)
- Juegos Mediterráneos 2005 ( Almería)
- Eurobasket 2005 ( Turquía)
- Eurobasket 2009 ( Letonia)
- Mundial 2010 ( República Checa)

Categorías inferiores
- Europeo U18 1998 ( Bursa)

### Como entrenadora

#### Selección nacional
- Medalla de Oro en el Eurobasket U16 de 2018 en Údine, como entrenadora asistente.

## Logros, distinciones y honores
2024
Mejor Entrenadora de Liga Femenina Endesa temporada 2023/2024.
2022
- Mejor Entrenadora ´Memorial Antonio Díaz Miguel.[23]

2017
- Mejor Entrenadora ´Memorial Antonio Díaz Miguel´

2015
- Medalla de Plata de la Real Orden del Mérito Deportivo

2010
- Medalla de Bronce de la Real Orden del Mérito Deportivo

2009
- 3.ª máxima anotadora del Eurobasket de Letonia 2009
- 1.ª valenciana en jugar en Estados Unidos, WNBA, con Minnesota Lynx.
- 9.ª española en jugar en WNBA.

2008
- 7.ª Mejor jugadora FIBA Europa
- 5.ª Mejor jugadora EUROPLAYER´08 según la Gazzetta dello Sport.
- Máxima anotadora en los Juegos Olímpicos de la selección española.
- Mejor Jugadora Nacional Liga Femenina
- Quinteto ideal Liga Femenina

2007
- 5.ª Mejor jugadora FIBA Europa

2001-2005
- Universidad George Washington (NCAA)
- Única jugadora en superar los 1000 puntos, 500 rebotes y 400 asistencias.
- 3 Veces All A-10 Conference (Mejor jugadora de la conferencia)
- Quinteto inicial rookie de la Conferencia
- 2004	Quinteto ideal de la Conferencia A-10
- 2005	Quinteto ideal de la Conferencia A-10
- 2005	All American Honorable mention
- 2000	Máxima anotadora de la fase de ascenso a LF en Irún con Valencia EBF.

1994
- Debut en Liga Femenina.
- Jugadora más joven en debutar con 13 años y 364 días.

1989
- Ficha por las categorías inferiores de C.B Dorna Godella.